# Weijia (ort i Kina, Jiangxi Sheng, lat 29,67, long 116,07)
Weijia är en ort i Kina. Den ligger i provinsen Jiangxi, i den sydöstra delen av landet, omkring 110 kilometer norr om provinshuvudstaden Nanchang. Antalet invånare är 7 563. Befolkningen består av 3 766 kvinnor och 3 797 män. Barn under 15 år utgör 18,0 %, vuxna 15-64 år 71 %, och äldre över 65 år 9,0 %.
Runt Weijia är det tätbefolkat, med 286 invånare per kvadratkilometer. Närmaste större samhälle är Jiujiang, 8,1 km nordväst om Weijia. Trakten runt Weijia består huvudsakligen av våtmarker.
Genomsnittlig årsnederbörd är 2 094 millimeter. Den regnigaste månaden är maj, med i genomsnitt 371 mm nederbörd, och den torraste är januari, med 69 mm nederbörd.